# Dysphenges
Dysphenges là một chi bọ cánh cứng trong họ Chrysomelidae.
Chi này được miêu tả khoa học năm 1894 bởi Horn.

## Các loài
Các loài trong chi này gồm:
- Dysphenges eichlini Gilbert & Andrews, 2002
- Dysphenges lagunae Gilbert & Andrews, 2002
- Dysphenges rileyi Gilbert & Andrews, 2002